# Olindias phosphorica
Olindias phosphorica es una especie de hidrozoo del Atlántico central y oriental y del Mar Mediterráneo. Es transparente y el tamaño de la umbrela puede alcanzar los 20 cm. Puede presentar hasta 120 tentáculos. Tiene 4 líneas radiales blancas opacas. Puede llegar a ser muy urticante.
Es integrante del género de medusas Olindias.